# Вижити разом
«Вижити разом» (англ. Dual Survival) — пригодницька програма на каналі «Discovery Channel», в якій два спеціалісти з виживання вирушають на пошуки пригод у найнебезпечніші місця на планеті. Вони стараються вижити в різних ситуаціях, у які може потрапити будь-яка людина.
Українською транслювалося телеканалом Мега під назвою «Шукачі неприємностей».

## Опис
Документальний пригодницький серіал від «Discovery Channel», де двоє експертів із виживання покажуть глядачам два різні методи цього питання. Глядачам дається можливість дивитися особливу дію, в якій розглядаються типові ситуації, коли звичайна людина може залишитися наодинці з природою з мінімальним набором спорядження. Програма
транслювалася з 2010 по 2016 роки.

## В ролях
- Дейв Кентербері (1-2 сезони)
- Коді Ландін (1-4 сезони)
- Джо Тетай (3-6 сезони)
- Метт Грем (4-6 сезони)
- Грейді Пауелл (7-8 сезони)
- Біл МакКонелл (7 сезон)
- Джош Джеймс (8 сезон)
- Бо Макглоун (8 сезон)
- Джефф Зауш (9 сезон)
- Іджей Снайдер (9 сезон)

## Кількість серій
- 1 сезон (2010) — 10 серій
- 2 сезон (2011) — 12 серій
- 3 сезон (2013) — 11 серій
- 4 сезон (2014) — 10 серій
- 5 сезон (2015) — 14 серій
- 6 сезон (2015) — 4 серії
- 7 сезон (2016) — 10 серій
- 8 сезон (2016) — 7 серій
- 9 сезон (2016) — 7 серій

## Список серій

### Перший сезон
- "Корабельна аварія" (Острів Нова Шотландія, США) - 11 червня 2010 року
- "Невдале сходження" (Гори Нової Зеландії) - 18 червня 2010 року
- "Без повітря" (Джунглі Беліза) -  25 червня 2010 року
- "Поломка в пустелі" (Пустеля у горах Аконкагуа, Перу) - 2 липня 2010 року
- "Паніка в джунглях" (Джунглі Лаоса) - 9 липня 2010 року
- "Трясовина" (Болота Луїзіани, США) - 16 липня 2010 року
- "Розділились" (Пустеля у Аризоні, США) - 23 липня 2010 року
- "Під проливним дощем" (Півострів Олімпік, штат Вашингтон, США) - 30 липня 2010 року
- "Після бурі" (Острів у Домініканській Республіці) - 13 серпня 2010 року
- "В багнюці боліт" (Болота Пантанала, Бразилія) - 20 серпня 2010 року

### Другий сезон
- "Рана і вогонь" (Острів Тьєра-дель-Фуего, Аргентина) - 22 квітня 2011 року
- "Поховані живцем" (Скелясті гори, штат Вайомінг, США) - 29 квітня 2011 року
- "Застрягнути в багнюці" (Болота Еверглейдса, штат Флорида, США) - 6 травня 2011 року
- "Покусані" (Джунглі Таїланда) - 13 травня 2011 року
- "Замерзлі рівнини" (Великі рівнини, штат Монтана, США) - 20 травня 2011 року
- "Втеча з Африки" (Савана у ПАР) - 24 травня 2011 року
- "Вибратися із хмар" (Джунглі Панами) - 27 травня 2011 року
- "Загублені в океані" (Острів у Тихому океані) - 3 червня 2011 року
- "В пилу" (Пустеля Баха, Мексика)  - 10 червня 2011 року
- "Острів бегемотів" (Дельта річки Окаванго, Ботсвана) - 17 червня 2011 року
- "Вгору по річці" (Гори Апалаччі, штат Кентуккі, США) - 24 червня 2011 року
- "Дорога в нікуди" (Ліси штата Мен, США) - 1 липня 2011 року

### Третій сезон
- "Марс на Землі" (Пустеля Атакама, Чилі) - 1 січня 2013 року
- "Хто кого з'їсть" (Савана у ПАР) - 8 січня 2013 року
- "Як на сковорідці" (Пустеля Чіуауа, Мексика) - 15 січня 2013 року
- "Рай, що перетворився на пекло" (Гавайські острови) - 22 січня 2013 року
- "Зелене пекло" (Басейн річки Амазонка, Еквадор) - 29 січня 2013 року
- "Двоє на вулкані" (Джунглі Нікарагуа) - 5 лютого 2013 року
- "Скандал" (Савана у Замбії) - 12 лютого 2013 року
- "В череві тварини" (Гори Апусені, Румунія) - 19 лютого 2013 року
- "Викинуті на берег" (Острів у Тихому океані) - 26 лютого 2013 року
- "Вершини Скелястих гір" (Скелясті гори, штат Колорадо, США) - 5 березня 2013 року
- "Туманні обриви" (Ліси штата Каліфорнія, США) - 13 березня 2013 року

### Четвертий сезон
- "Не видно кінця" (Джунглі Шрі-Ланки (1 частина)) - 23 квітня 2014 року
- "Не видно кінця" (Джунглі Шрі-Ланки (2 частина)) - 30 квітня 2014 року
- "Смертельні дюни" (Аравійська пустеля, Оман) - 7 травня 2014 року
- "Льодовикове падіння" (Скандинавські гори, Норвегія) - 14 травня 2014 року
- "Кінець подорожі до нового початку" (Спецвипуск) - 21 травня 2014 року
- "Жодної людини на острові" (Джунглі Панами) - 28 травня 2014 року
- "Погром Майя" (Півострів Юкатан, Мексика) - 4 червня 2014 року
- "На краю" (Гори Анди, Перу) - 11 червня 2014 року
- "Кінець дороги" (Джунглі В'єтнаму) - 18 червня 2014 року
- "Один постріл, один вбитий" (Острів Нова Зеландія) - 25 червня 2014 року

### П'ятий сезон
- "Топ із найсерйозніших сварок" (Спецвипуск) - 14 січня 2015 року
- "В каньйонах" (Пустеля у Юті, США) - 21 січня 2015 року
- "Мужньо терпіти біль" (Аллеганські гори, штат Пенсильванія, США) - 28 січня 2015 року
- "Збитий і покинутий" (Бермудські острови, Карибське море (1 частина)) - 4 лютого 2015 року
- "Збитий і покинутий" (Бермудські острови, Карибське море (2 частина)) - 11 лютого 2015 року
- "Болотоландія" (Болота у Джорджії, США) - 18 лютого 2015 року
- "З попелу" (Вулканічний острів у Карибському морі (1 частина)) - 25 лютого 2015 року
- "З попелу" (Вулканічний острів у Карибському морі (2 частина)) - 4 березня 2015 року
- "Змоклі" (Джунглі Коста-Рики) - 11 березня 2015 року
- "Прибережна катастрофа" (Ліси між Скелястими горами і Тихим Океаном) - 18 березня 2015 року
- "Зимовий вихор" (Скелясті гори, штат Вайомінг, США (1 частина)) - 1 квітня 2015 року
- "Зимовий вихор" (Скелясті гори, штат Ваймомінг, США (2 частина)) - 8 квітня 2015 року
- "Гімалайське випробування" (Гори Гімалаї, Непал) - 15 квітня 2015 року
- "Намібійський кошмар" (Савана у Намібії) - 22 квітня 2015 року

### Шостий  сезон
- "Морський кошмар" (Острови в Атлантичному океані) - 30 вересня 2015 року
- "Зламана подорож" (Джунглі Белізу) - 7 жовтня 2015 року
- "Втекти і уникнути" (Кордон між Техасом(США) і Мексикою) - 14 жовтня 2015 року
- "Захоплення Болівією" (Гори Анди, Болівія) - 21 жовтня 2015 року

### Сьомий сезон
- "Вогонь і лід" (Гори Анди, Чилі (1 частина)) - 13 січня 2016 року
- "Довга дорога додому" (Гори Анди, Чилі (2 частина)) - 20 січня 2016 року
- "Відведи мене до річки" (Басейн річки Амазонка) - 27 січня 2016 року
- "Їж або будеш з'їждженим" (Басейн річки Замбезі) - 3 лютого 2016 року
- "Випалена Земля" (Пустеля Наміб, Намібія) - 10 лютого 2016 року
- "На тонкому льоду" (Гірський хребет Сотус, штат Айдахо, США) - 17 лютого 2016 року
- "Високо і сухо" (Каньйони Орегона, США) - 24 лютого 2016 року
- "Кубинська криза" (Болота Куби) - 2 березня 2016 року
- "Точка насичення" (Ліси штата Мен, США) - 9 березня 2016 року
- "Жити, щоб розповісти" (Спецвипуск) - 16 березня 2016 року

### Восьмий сезон
- "Хорватський збиток" (Гори Велебіт, Хорватія) - 15 червня 2016 року
- "Москітне узбережжя" (Джунглі Нікарагуа) - 22 червня 2016 року
- "Болгарська заметіль" (Гори Рілла, Болгарія) - 6 липня 2016 року
- "Палаючий острів" (Острів у Південнокитайському морі, Камбоджа) - 13 липня 2016 року
- "Без повітря" (Гори Анди, Перу) - 20 липня 2016 року
- "Снігове запаморочення" (Гори Біг Хорн, штат Вайомінг, США) - 27 липня 2016 року
- "Колумбійський хаос" (Джунглі Колумбії) - 3 серпня 2016 року

### Дев'ятий сезон
- "Битва у Бразилії" (Савана у Бразилії) - 24 серпня 2016 року
- "Ліс із пекла" (Джунглі Бразилії) - 31 серпня 2016 року
- "Помираючи від спраги" (Пустеля у Юті, США) - 14 вересня 2016 року
- "Наживка для алігаторів" (Болота Луїзіани, США) - 21 вересня 2016 року
- "Затемнення" (Кавказькі гори, Грузія) - 28 вересня 2016 року
- "Відстеження левів" (Савана й джунглі ПАР) - 5 жовтня 2016 року
- "Напад слонів" (Дельта річки Окаванго, Ботсвана) - 12 жовтня 2016 року